# Eleições estaduais em Mato Grosso em 1998
As eleições estaduais em Mato Grosso em 1998 ocorreram em 4 de outubro como parte das eleições no Distrito Federal e em 26 estados. Foram eleitos o governador Dante de Oliveira, o vice-governador Rogério Sales, o senador Antero Paes de Barros, além de oito deputados federais e vinte e quatro estaduais num pleito decidido em primeiro turno.
Nascido em Cuiabá o governador Dante de Oliveira militou no Movimento Revolucionário Oito de Outubro antes de formar-se em Engenharia Civil pela Universidade Federal do Rio de Janeiro. Filiado ao MDB, foi derrotado na eleição para vereador de Cuiabá em 1976, elegeu-se deputado estadual em 1978 e com o fim do bipartidarismo entrou no PMDB sendo eleito deputado federal em 1982. Adversário do Regime Militar de 1964 apresentou  uma emenda restaurando a eleição direta para presidente cuja repercussão levou à campanha pelas Diretas Já.
Com a rejeição da emenda a oposição se organizou para as eleições presidenciais indiretas de 1985 e nelas a vitória de Tancredo Neves encerrou os governos militares. No mesmo ano Dante de Oliveira foi eleito prefeito de Cuiabá tendo que pedir licença do cargo para assumir o Ministério da Reforma Agrária a convite do presidente José Sarney. Ao sair da prefeitura trocou o PMDB pelo PDT e mesmo perdendo a eleição para deputado federal em 1990 por falta de quociente eleitoral, conquistou um novo mandato de prefeito de Cuiabá em 1992 ao qual renunciou para disputar o Palácio Paiaguás, sendo reeleito pelo PSDB.
O novo vice-governador é o economista Rogério Sales. Nascido em Francisco Beltrão e formado à Universidade Federal do Paraná, reside em Rondonópolis desde 1970. Após militar no MDB, ingressou no PMDB onde ficou quase vinte anos. Eleito vice-prefeito de Rondonópolis em 1992, foi efetivado quando Carlos Bezerra renunciou em 1994 para disputar uma cadeira de senador. Filiado ao PSDB foi eleito na chapa que reelegeu o governador Dante de Oliveira.
Na eleição para senador a vitória de Antero Paes de Barros sobre Carlos Bezerra reverteu os acontecimentos de 1994 quando este último obteve a segunda cadeira em disputa sendo punido agora pelo eleitor por buscar um novo mandato com o antigo ainda vigente.

## Resultado da eleição para governador
Com informações oriundas do Tribunal Regional Eleitoral de Mato Grosso.
| Candidatos a governador do estado | Candidatos a vice-governador | Número | Coligação                                                                              | Votação | Percentual |
| --------------------------------- | ---------------------------- | ------ | -------------------------------------------------------------------------------------- | ------- | ---------- |
| Dante de Oliveira PSDB            | Rogério Salles PSDB          | 45     | Frente Cidadania e Desenvolvimento (PSDB, PSB, PV, PMN)                                | 472.409 | 53,95%     |
| Júlio Campos PFL                  | Rodrigues Palma PTB          | 25     | Unidade Democrática (PFL, PTB, PMDB, PPB, PPS, PL, PSC, PSD, PAN, PRP, PSDC, PSL, PST) | 332.023 | 37,91%     |
| Carlos Abicalil PT                | José Afonso Portocarrero PT  | 13     | Muda Mato Grosso (PT, PCdoB)                                                           | 64.619  | 7,38%      |
| Ivanildo Oliveira PRONA           | Ana Maria Daltro PRONA       | 56     | PRONA (sem coligação)                                                                  | 3.904   | 0,45%      |
| Jacques Carvalho PRTB             | José Campos PRTB             | 28     | PRTB (sem coligação)                                                                   | 2.753   | 0,31%      |

## Resultado da eleição para senador
Com informações oriundas do Tribunal Regional Eleitoral de Mato Grosso que apurou 846.001 votos.
| Candidatos a senador da República | Candidatos a suplente de senador                        | Número | Coligação                                                                              | Votação | Percentual |
| --------------------------------- | ------------------------------------------------------- | ------ | -------------------------------------------------------------------------------------- | ------- | ---------- |
| Antero Paes de Barros PSDB        | Luiz Antônio Soares PSDB Celis Santin Borges PMN        | 45     | Frente Cidadania e Desenvolvimento (PSDB, PSB, PV, PMN)                                | 469.179 | 55,46%     |
| Carlos Bezerra PMDB               | Anildo Lima Barros PMDB Jeremias Pereira Leite PMDB     | 15     | Unidade Democrática (PFL, PTB, PMDB, PPB, PPS, PL, PSC, PSD, PAN, PRP, PSDC, PSL, PST) | 275.297 | 32,54%     |
| Wanderley Pignati PT              | Rosilane Alves da Costa PT José Maria Neves PT          | 13     | Muda Mato Grosso (PT, PCdoB)                                                           | 69.251  | 8,19%      |
| Carlos Ihamber de Rezende PRN     | Hélio Cavalcanti Filho PRN Luiz Roberto Vasconcelos PRN | 36     | PRN (sem coligação)                                                                    | 32.274  | 3,81%      |

## Deputados federais eleitos
São relacionados os candidatos eleitos com informações complementares da Câmara dos Deputados.

Representação eleita
  PSDB: 3
  PMDB: 2
  PL: 1
  PTB: 1
  PFL: 1

| Número  | Deputados federais eleitos | Partido | Votação | Percentual | Cidade onde nasceu        | Unidade federativa |
| 2290    | Wellington Fagundes        | PL      | 81.625  | 9,94%      | Rondonópolis              | Mato Grosso        |
| 4567    | Lino Rossi                 | PSDB    | 78.434  | 9,55%      | Astorga                   | Paraná             |
| 4511    | Pedro Henry                | PSDB    | 71.348  | 8,69%      | Santo André               | São Paulo          |
| 1414    | Murilo Domingos            | PTB     | 51.680  | 6,29%      | Jardinópolis              | São Paulo          |
| 2527    | Celcita Pinheiro           | PFL     | 51.584  | 6,28%      | Santo Antônio de Leverger | Mato Grosso        |
| 4555    | Antônio Joaquim            | PSDB    | 48.125  | 5,86%      | Goiânia                   | Goiás              |
| 1598    | Wilson Santos              | PMDB    | 43.054  | 5,24%      | Dracena                   | São Paulo          |
| 1515    | Tetê Bezerra               | PMDB    | 42.591  | 5,19%      | Pirajuí                   | São Paulo          |
| Fontes: |                            |         |         |            |                           |                    |

## Deputados estaduais eleitos
Estavam em jogo as vinte e quatro vagas disponíveis na Assembleia Legislativa de Mato Grosso.

Representação eleita
  PSDB: 6
  PFL: 5
  PMDB: 4
  PT: 2
  PTB: 2
  PL: 2
  PSB: 1
  PPS: 1
  PPB: 1

Fonteː
| Número  | Deputados estaduais eleitos | Partido | Votação | Percentual | Cidade onde nasceu    | Unidade federativa |
| 45100   | José Riva                   | PSDB    | 29.777  | 3,36%      | Guaçuí                | Espírito Santo     |
| 13222   | Serys Slhessarenko          | PT      | 22.694  | 2,56%      | Cruz Alta             | Rio Grande do Sul  |
| 45678   | Carlos Brito                | PSDB    | 20.556  | 2,32%      | Recreio               | Minas Gerais       |
| 45200   | Renê Barbour                | PSDB    | 18.778  | 2,12%      | Jales                 | São Paulo          |
| 25123   | Moacir Pires                | PFL     | 18.077  | 2,04%      | Uberlândia            | Minas Gerais       |
| 25151   | Romoaldo Boraczynski Júnior | PFL     | 17.959  | 2,02%      | Paranavaí             | Paraná             |
| 45000   | Francisco Daltro            | PSDB    | 17.553  | 1,98%      | Cuiabá                | Mato Grosso        |
| 40140   | Eliene Lima                 | PSB     | 17.259  | 1,94%      | Tiros                 | Minas Gerais       |
| 25150   | Humberto Bosaipo            | PFL     | 16.903  | 1,90%      | Goiânia               | Goiás              |
| 25240   | Benedito Pinto              | PFL     | 15.511  | 1,75%      | Várzea Grande         | Mato Grosso        |
| 14140   | Silval Barbosa              | PTB     | 14.034  | 1,58%      | Borrazópolis          | Paraná             |
| 14111   | Joaquim Sucena              | PTB     | 14.027  | 1,58%      | São José do Rio Preto | São Paulo          |
| 25225   | Emanuel Pinheiro            | PFL     | 13.588  | 1,53%      | Cuiabá                | Mato Grosso        |
| 22123   | Hermínio Barreto            | PL      | 13.319  | 1,50%      | Campo Grande          | Mato Grosso do Sul |
| 45111   | Alencar Soares              | PSDB    | 12.199  | 1,37%      | Guiratinga            | Mato Grosso        |
| 45645   | Carlão Nascimento           | PSDB    | 11.909  | 1,34%      | Dourados              | Mato Grosso do Sul |
| 22150   | Amador Ataíde Tut           | PL      | 11.724  | 1,32%      | Presidente Olegário   | Minas Gerais       |
| 23110   | Jair Mariano                | PPS     | 11.228  | 1,27%      | Guaxupé               | Minas Gerais       |
| 15150   | Nico Baracat                | PMDB    | 10.954  | 1,23%      | Cuiabá                | Mato Grosso        |
| 11133   | José Carlos Freitas         | PPB     | 10.353  | 1,17%      | Uberlândia            | Minas Gerais       |
| 15666   | Wilson Dentinho             | PMDB    | 10.344  | 1,17%      | Dracena               | São Paulo          |
| 15163   | Pedro Satélite              | PMDB    | 10.116  | 1,14%      | Dionísio Cerqueira    | Santa Catarina     |
| 15152   | Zé Carlos do Pátio          | PMDB    | 9.740   | 1,10%      | Londrina              | Paraná             |
| 13131   | Gilney Viana                | PT      | 8.565   | 0,97%      | Crisólita             | Minas Gerais       |
| Fontes: |                             |         |         |            |                       |                    |